# Fourques (Pyrénées-Orientales)
Fourques település Franciaországban, Pyrénées-Orientales megyében. Lakosainak száma 1333 fő (2022. január 1.). Fourques Terrats, Trouillas, Passa, Tordères és Montauriol községekkel határos.

## Földrajz

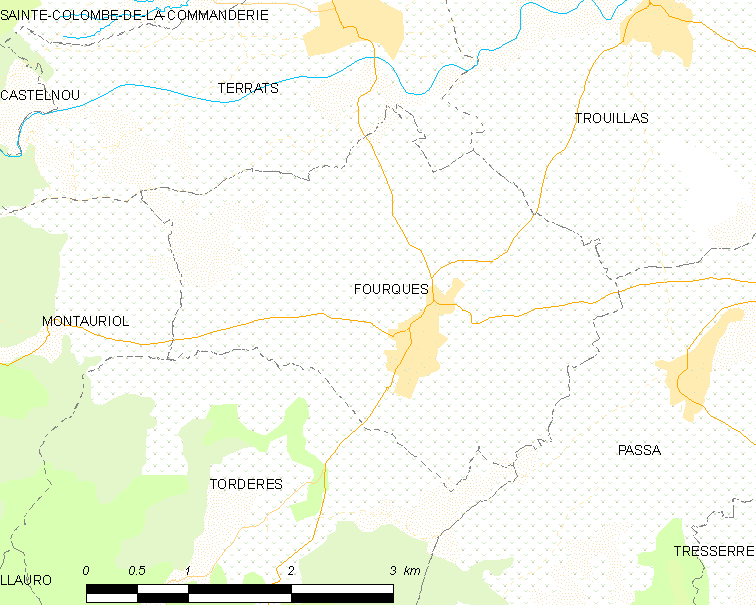
Fourques és környéke

## Népesség
A település népességének változása:
| Lakosok száma | 1183 | 1237 | 1290 | 1280 | 1296 | 1311 | 1313 | 1316 | 1333 |
|               | 2013 | 2015 | 2016 | 2017 | 2018 | 2019 | 2020 | 2021 | 2022 |